# Сосновый (Ярославская область)
Сосновый — посёлок в Угличском районе Ярославской области России. 
В рамках организации местного самоуправления входит в Улейминское сельское поселение, в рамках административно-территориального устройства — в Маймерский сельский округ.

## География
Расположен на южной границе города Углича, в 4 км от его центра.

## Население
| 2007 | 2010 |
| ---- | ---- |
| 650  | ↘568 |

Согласно результатам переписи 2002 года, в национальной структуре населения русские составляли 96 % от всех жителей.